# Augochloropsis
Augochloropsis är ett släkte av bin. Augochloropsis ingår i familjen vägbin.

## Bildgalleri

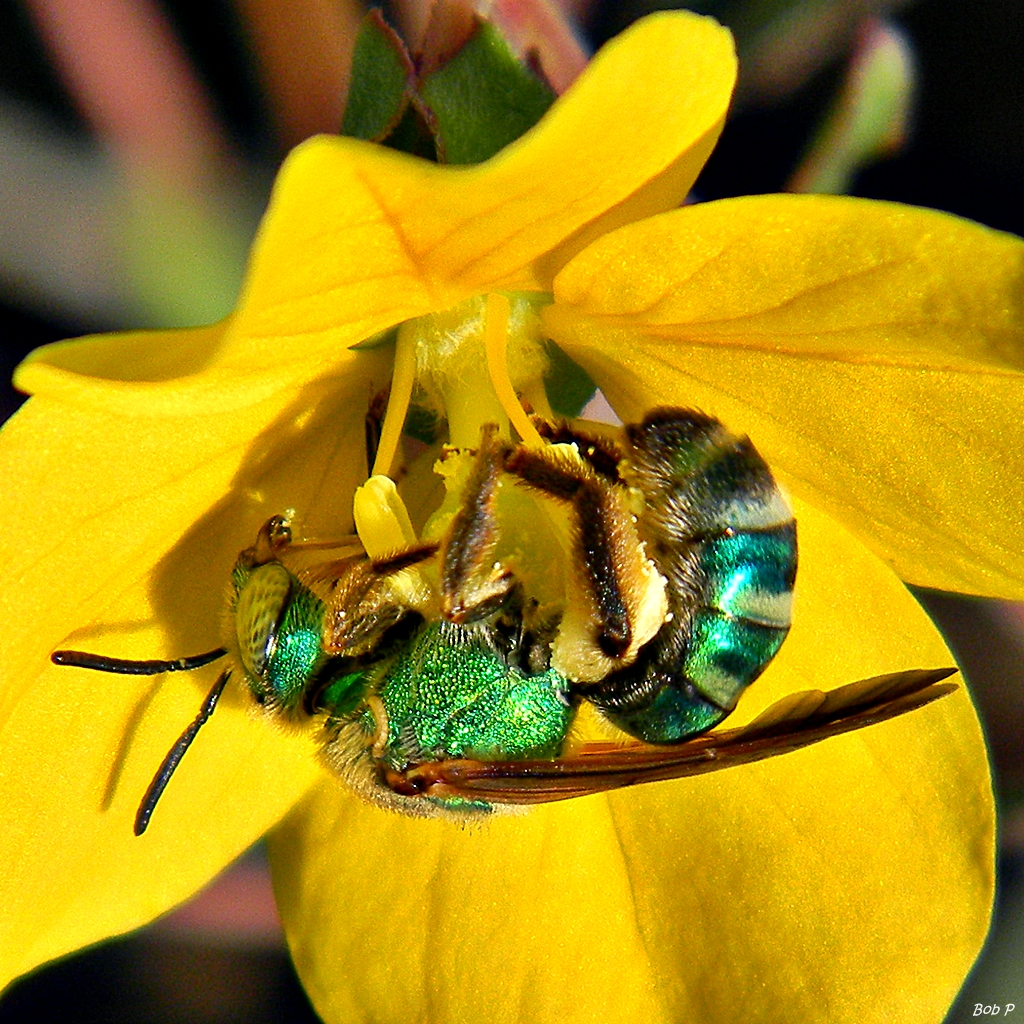
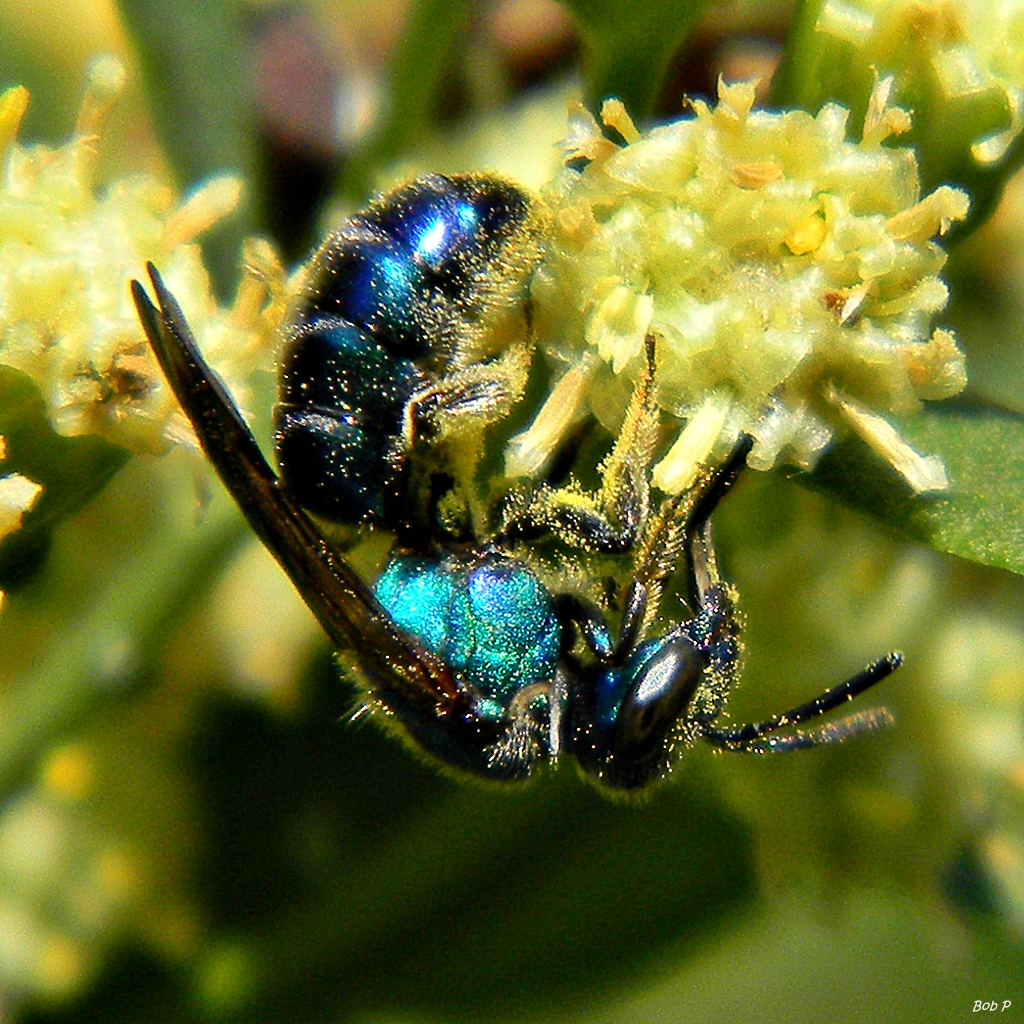
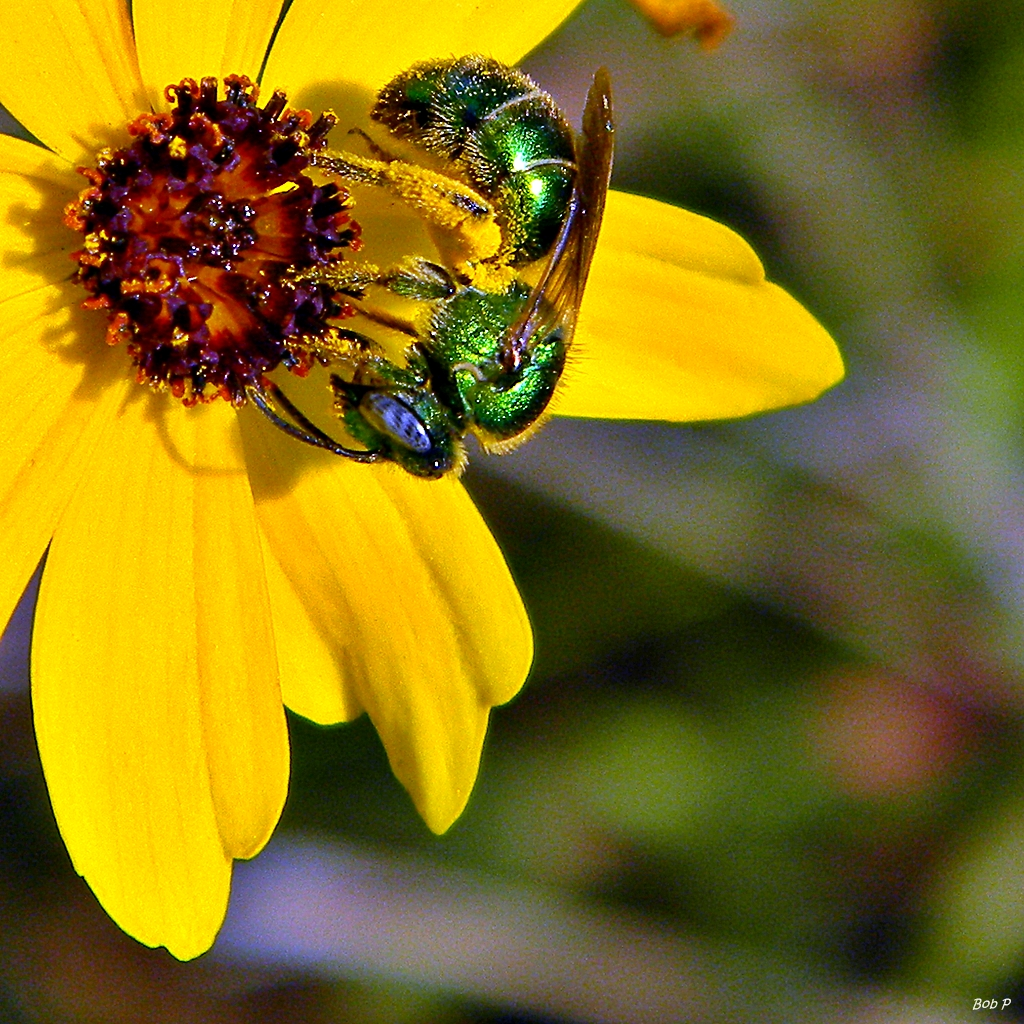

## Dottertaxa tillAugochloropsis, i alfabetisk ordning[1]
- Augochloropsis acidalia
- Augochloropsis acis
- Augochloropsis aglaia
- Augochloropsis anesidora
- Augochloropsis angularis
- Augochloropsis anisitsi
- Augochloropsis anonyma
- Augochloropsis anquisita
- Augochloropsis anticlea
- Augochloropsis apsidialis
- Augochloropsis argentina
- Augochloropsis aspricordis
- Augochloropsis atripyga
- Augochloropsis atropilosa
- Augochloropsis atropos
- Augochloropsis atropurpurea
- Augochloropsis aureocuprea
- Augochloropsis auriferina
- Augochloropsis aurifluens
- Augochloropsis aurinota
- Augochloropsis auriventris
- Augochloropsis bari
- Augochloropsis barticana
- Augochloropsis batesi
- Augochloropsis berenice
- Augochloropsis bertonii
- Augochloropsis brachycephala
- Augochloropsis brethesi
- Augochloropsis bruchi
- Augochloropsis caerulans
- Augochloropsis callichlorura
- Augochloropsis callichroa
- Augochloropsis calypso
- Augochloropsis catamarcensis
- Augochloropsis cataractae
- Augochloropsis celaeno
- Augochloropsis charapina
- Augochloropsis chloera
- Augochloropsis cholas
- Augochloropsis cirrhopus
- Augochloropsis cleopatra
- Augochloropsis cockerelli
- Augochloropsis cognata
- Augochloropsis crassiceps
- Augochloropsis crassigena
- Augochloropsis cupreola
- Augochloropsis cupreotincta
- Augochloropsis cyanea
- Augochloropsis cyaneitarsis
- Augochloropsis cyanescens
- Augochloropsis cyclis
- Augochloropsis cytherea
- Augochloropsis danielis
- Augochloropsis deianira
- Augochloropsis dirhipis
- Augochloropsis discors
- Augochloropsis diversipennis
- Augochloropsis drepanis
- Augochloropsis electra
- Augochloropsis epipyrgitis
- Augochloropsis eucalypso
- Augochloropsis euterpe
- Augochloropsis evibrissata
- Augochloropsis fairchildi
- Augochloropsis flammea
- Augochloropsis gemmicauda
- Augochloropsis guaranitica
- Augochloropsis hebescens
- Augochloropsis heterochroa
- Augochloropsis holmbergi
- Augochloropsis horticola
- Augochloropsis huebneri
- Augochloropsis hypsipyle
- Augochloropsis ignita
- Augochloropsis illustris
- Augochloropsis imperialis
- Augochloropsis iris
- Augochloropsis isabelae
- Augochloropsis janeirensis
- Augochloropsis johannae
- Augochloropsis juani
- Augochloropsis laeta
- Augochloropsis leontodes
- Augochloropsis leurotricha
- Augochloropsis liopelte
- Augochloropsis luederwaldti
- Augochloropsis maroniana
- Augochloropsis melanochaeta
- Augochloropsis mesomelas
- Augochloropsis metallica
- Augochloropsis monochroa
- Augochloropsis montensis
- Augochloropsis moreirae
- Augochloropsis multiplex
- Augochloropsis nasigerella
- Augochloropsis nasuta
- Augochloropsis nigra
- Augochloropsis nitidicollis
- Augochloropsis nothus
- Augochloropsis notophops
- Augochloropsis notophos
- Augochloropsis ornata
- Augochloropsis pallitarsis
- Augochloropsis pandrosos
- Augochloropsis paphia
- Augochloropsis patens
- Augochloropsis pendens
- Augochloropsis pentheres
- Augochloropsis perimede
- Augochloropsis pomona
- Augochloropsis prognatha
- Augochloropsis pronoticalis
- Augochloropsis proserpina
- Augochloropsis quadrans
- Augochloropsis quadripectinata
- Augochloropsis quinquepectinata
- Augochloropsis refulgens
- Augochloropsis rotalis
- Augochloropsis rufisetis
- Augochloropsis selloi
- Augochloropsis semele
- Augochloropsis semilaeta
- Augochloropsis semiramis
- Augochloropsis sexpectinata
- Augochloropsis smithiana
- Augochloropsis sparsalis
- Augochloropsis spinolae
- Augochloropsis splendida
- Augochloropsis sthena
- Augochloropsis sumptuosa
- Augochloropsis sympleres
- Augochloropsis taurifrons
- Augochloropsis terrestris
- Augochloropsis toralis
- Augochloropsis trinitatis
- Augochloropsis tupacamaru
- Augochloropsis wallacei
- Augochloropsis varians
- Augochloropsis versicolor
- Augochloropsis vesta
- Augochloropsis villana
- Augochloropsis viridana
- Augochloropsis viridilustrans
- Augochloropsis vivax
- Augochloropsis zikani